# Eihandgranate
Eihandgranate M39 (ручная граната «Яйцо» образца 1939 года; русское написание M-39) — немецкая противопехотная осколочно-фугасная наступательная ручная граната.

## История
В канун Второй мировой войны перед немецкими конструкторами была поставлена задача создать лёгкую ручную гранату для применения пехотой в наступательном бою, пригодную для броска на большое расстояние и незначительно увеличивающую вес амуниции солдата, поскольку стоявшая на вооружении Вермахта наступательная ручная граната образца 1924 года с деревянной ручкой была слишком тяжела.
Результатом стала основанная на модели 1917 года компактная и почти в три раза более лёгкая ручная граната «Яйцо», поступившая в войска 1939 году. Эта граната разрабатывалась как боеприпас двойного применения: при замене обычного запала специальной трубкой, она могла выстреливаться из 26-мм сигнального пистолета «Вальтер».
Основным недостатком этой гранаты, помимо общих для всех гранат с тёрочным детонатором, являлась невысокая мощность и небольшой радиус сплошного поражения осколками (до 3 метров), в связи с чем основной (ручной) вариант популярностью у солдат не пользовался, тогда как в качестве выстрела для сигнального пистолета Eihandgranate успешно использовалась в уличных боях, а также на сторожевых постах (при обнаружении признаков движения противника по охраняемой местности).

## Конструкция

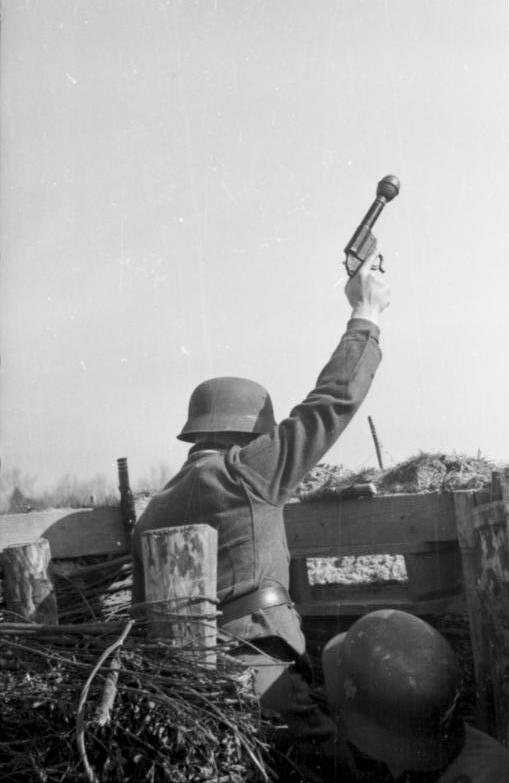

Граната имеет металлический корпус в форме яйца, состоящий из завальцованных верхней и нижней полусфер, который мог быть окрашен в зелёный, серый или цвет охры (с середины войны корпуса только покрывались олифой, а с осени 1944 года выпускались без лакокрасочного покрытия). На нижней полусфере корпуса могло (не обязательно) иметься металлическое кольцо, предназначенное для переноски гранаты (например, подвешивания к ремню, так как из-за использования бризантного взрывчатого вещества запала опасность детонации от соударения исключалась); гранаты без кольца носились в подсумках или в походных ранцах.
Граната снаряжена зарядом взрывчатого вещества — тринитротолуола или аммотола — массой 110 г, подрыв которого осуществлялся вставляемым через отверстие в верхней полусфере капсюлем-детонатором № 8, воспламеняемым универсальным запалом Brennzunder Eifer 39.
Запал тёрочного типа, состоял из стаканчика с тёрочным составом, чашечки стаканчика, тёрки с проволочным кольцом, соединённым с вытяжным шёлковым шнуром, прикреплённым к завинчивающемуся металлическому колпачку, окрашенному в голубой или жёлтый цвет.
Для применения гранаты следовало отвинтить колпачок, взяться за него и энергично дёрнуть шнур, после чего немедленно бросить гранату в цель.
Задержка времени взрыва зависела от запала: голубой колпачок обозначал задержку в 4,5 секунды, жёлтый — в 7,5 секунд. Запал Brennzunder Eifer 39 с красным колпачком (задержка в 1 секунду) и сходный по конструкции тёрочный воспламенитель мгновенного действия Zundschuranzunder 39 с серым колпачком в гранатах не использовались, так как после выдёргивания шнура не оставляли времени для броска.
Если шнур был выдернут недостаточно резко, тёрочный механизм не срабатывал, о чём свидетельствовало отсутствие взрыва по истечении 30 секунд, после которых граната уже не представляла опасности.
Теоретически, при замене запала невзорвавшаяся граната могла быть использована вновь.
По некоторым данным, в конце 1944 года для усиления поражающей способности гранаты была разработана рубашка из стали или металлокерамического состава с насечками, состоящая из двух частей, скрепляемых кольцом, однако сведений о применении таких гранат не имеется.
Гранаты поступали в войска в деревянных ящиках массой 12,5 кг (по 30 штук, с находившимися там же извлечёнными запалами).